# بلومبييه لي بان
بلومبييه لي بان بلدية فرنسية في إقليم فوج من منطقة لورين شمال شرق فرنسا.